# Jana Šrámková
Jana Šrámková (* 31. března 1982 Vysoké Mýto) je česká spisovatelka a scenáristka. Vystudovala teologii na Evangelikálním teologickém semináři a tvůrčí psaní a redakční práci na Literární akademii. Doktorské studium scénické tvorby na DAMU nedokončila.

## Biografie
Významně na sebe upozornila svou prvotinou, novelou Hruškadóttir (2008), za niž získala Cenu Jiřího Ortena. Ocenění se dočkala zvláště rafinovaná práce s kompozicí, schopnost udržet v textu zároveň několik časových vrstev a získat sílu příběhu z pnutí mezi nimi.
Věnuje se psaní pro děti, na knihách úzce spolupracuje s předními českými ilustrátory. Její knihy získaly ocenění Zlatá stuha, Kniha mého srdce, za knihu Fánek hvězdoplavec získala roku 2023 cenu Magnesia litera. Některé knihy se dočkaly filmového (Zuza v zahradách) nebo divadelního zpracování.
K tvorbě pro dospělé se vrátila v roce 2025 dvouhlavým románem Byt, který napsala spolu s českým spisovatelem Janem Němcem.
Ve scenáristické tvorbě se věnuje filmu, divadlu a komiksu. Celovečerní rodinný animovaný film Tonda, Slávka a kouzelné světlo (2023, režie Filip Pošivač) o jinakosti a síle přátelství získal ocenění Český lev, Cenu české filmové kritiky a na Mezinárodním festivalu animovaného filmu v Annecy zvítězil v kategorii Contrechamps. Za komiks Matylda a Růžovej vlk získaly s kreslířkou Petrou Josefínou Stibitzovou roku 2023 Cenu Muriel.

Jana Šrámková několik let vyučovala tvůrčí psaní na Literární akademii, publikuje knižní recenze v literárním časopise Host, rediguje autorské dětské knihy a příležitostně lektoruje dílny a kurzy psaní pro děti a studenty. Je dcerou českého evangelikálního kazatele a teologa Pavla Černého. S rodinou žije na Vysočině.

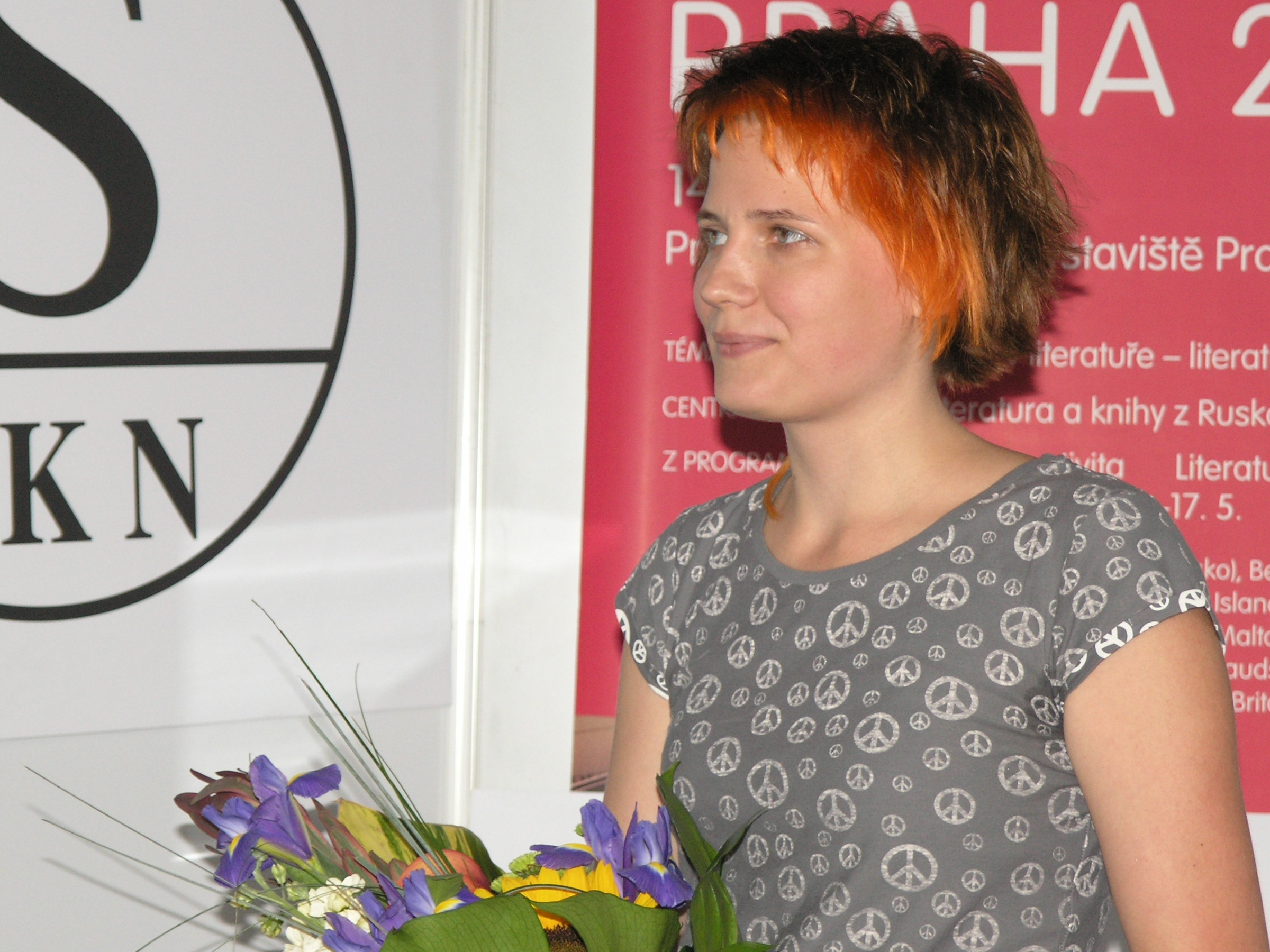
Jana Šrámková přebírá cenu Jiřího Ortena (Svět knihy 2009)